# James Morrison (acteur)
Pour les articles homonymes, voir James Morrison et Morrison.
James Morrison est un acteur, producteur, réalisateur et scénariste américain, né le 21 avril 1954 à Bountiful, dans l'Utah (États-Unis) notamment connu pour son rôle de l'agent Bill Buchanan dans la série télévisée 24 heures chrono.

## Filmographie

### Acteur
- 1984 : Fatal Vision (en) (mini-série TV) : Green Beret
- 1986 : Nord et Sud 2 (feuilleton TV) : Bradley
- 1987 : Unfinished Business : Jonathan
- 1990 : An Enemy of the People (TV) : Captain Horster
- 1990 : Last Flight Out (TV) : Elliot
- 1990 : Haute corruption (Good Cops, Bad Cops) (TV) : Lt. Brill
- 1993 : Chute libre (Falling Down) : Construction Sign Man by Bus Stop
- 1994 : Desert Cross (court métrage) : Jeremy
- 1994 : Où sont mes enfants? (Where Are My Children?) (TV) : Handsome Man
- 1994 : Without Warning (en) (TV) : Paul Whitaker
- 1995 : White Dwarf (TV) : Peter
- 1995 : Space 2063 (TV) : Colonel McQueen
- 1997 : Nude Descending
- 1998 : La Dernière Preuve (Shadow of Doubt) : Paul Saxon
- 1999 : The Wonder Cabinet (TV) : Dr Gordon Wayne
- 1999 : Abilene : Bernie
- 1999 : X-Files : Aux frontières du réel : Saison 7 épisode 14 (Coup du sort) : Dr Robert Wieder
- 2000 : Freedom (série télévisée) : Colonel Tim Devon
- 2001 : The One : LAPD Officer Bobby Aldrich
- 2002 : Arrête-moi si tu peux (Catch Me If You Can) de Steven Spielberg : Pilot
- 2004 : Wilderness Survival for Girls : Edward
- 2005 : 24 heures chrono - Saison 4 (série télévisée) : Bill Buchanan
- 2005 : American Gun : St. Anthony's Principal
- 2005 : Jarhead : La Fin de l'innocence (Jarhead) : M.. Swofford
- 2006 : 24 heures chrono - Saison 5 (série télévisée) : Bill Buchanan
- 2006 : Crossing (court métrage) : Dad
- 2006 : The Key (court métrage) : Raymond
- 2007 : 24 heures chrono - Saison 6 (série télévisée) : Bill Buchanan
- 2009 : 24 heures chrono - Saison 7 (série télévisée) : Bill Buchanan
- 2009 : Private Practice - Saison 2 épisode 21 (série télévisée) : William White
- 2011 : Suits : Avocats sur mesure : Jerome Jensen
- 2011 : Los Angeles, police judiciaire (saison 1, épisode 3) : Gray Campbell
- 2012 : Revenge (série télévisée) : Gordon Murphy
- 2014 : Those Who Kill : Commandant Frank Bisgaard
- 2017 : Twin Peaks: The Return (épisodes 4, 5, 7, 9 et 12) : Warden Dwight Murphy
- 2020 : New York, unité spéciale (saison 21, épisode 16) : Jim Rollins
- 2021 : New York, unité spéciale (saison 22, épisode 12) : Jim Rollins

### Scénariste
- 1996 : Parking (court métrage)

### Producteur
- 2006 : Crossing (court métrage)

### Réalisateur
- 1996 : Parking (court métrage)